# Ririe
Ririe és una localitat dels Estats Units a l'estat d'Idaho. Segons el cens del 2000 tenia 545 habitants.

## Demografia
Segons el cens del 2000, Ririe tenia 545 habitants, 191 habitatges, i 131 famílies. La densitat de població era de 725,6 habitants/km².
Dels 191 habitatges en un 42,4% hi vivien nens de menys de 18 anys, en un 53,4% hi vivien parelles casades, en un 9,4% dones solteres, i en un 31,4% no eren unitats familiars. En el 27,7% dels habitatges hi vivien persones soles el 16,2% de les quals corresponia a persones de 65 anys o més que vivien soles. El nombre mitjà de persones vivint en cada habitatge era de 2,85 i el nombre mitjà de persones que vivien en cada família era de 3,6.
Per edats la població es repartia de la següent manera: un 36,3% tenia menys de 18 anys, un 10,3% entre 18 i 24, un 26,1% entre 25 i 44, un 16% de 45 a 60 i un 11,4% 65 anys o més.
L'edat mediana era de 28 anys. Per cada 100 dones de 18 o més anys hi havia 90,7 homes.
La renda mediana per habitatge era de 27.019 $ i la renda mediana per família de 30.000 $. Els homes tenien una renda mediana de 26.250 $ mentre que les dones 17.727 $. La renda per capita de la població era de 10.578 $. Aproximadament el 12,7% de les famílies i el 16% de la població estaven per davall del llindar de pobresa.

## Poblacions més properes
El següent diagrama mostra les poblacions més properes.